# Peter Lohmeyer (Marineoffizier)

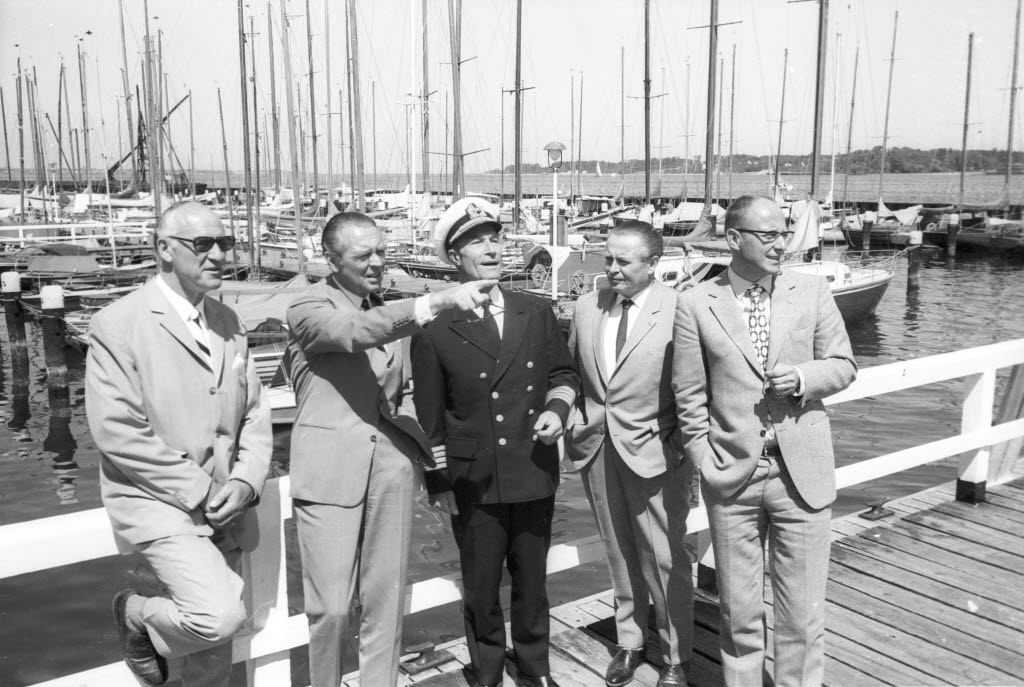
Kapitän Lohmeyer im Olympiahafen Düsternbrook (1970)

Peter Lohmeyer (* 2. Januar 1911 in Sansibar; † 28. Mai 2002 in Schleswig) war ein deutscher Kap Hoornier, Marineoffizier und Kapitän der Handelsmarine. In der Kriegsmarine war er Pilot und U-Bootkommandant. In der Bundesmarine wurde er Kapitän zur See und Kommandant der zweiten Gorch Fock.

## Leben
1920 aus Deutsch-Ostafrika nach Deutschland gekommen, besuchte Lohmeyer Schulen in Wandsbek b. Hamburg und Bielefeld. Fasziniert von Graf Luckner, ging er 1934 auf die Großherzogin Elisabeth der Seefahrtschule Elsfleth. Im Winterorkan rundete er auf dem Segelschiff Bremen Kap Hoorn, um in Pisagua Salpeter zu laden. Nach der Heimkehr musterte er in Kiel-Holtenau ab. Auf Dampfschiffen bereiste er Nordsee, Ostsee, Mittelmeer, die Pazifikküste Nordamerikas und Australien. Nach seiner Rückkehr 1933 machte er das Steuermannsexamen (A 5) und das Funkerpatent Klasse 2 an der Seefahrtschule Bremen. Ihr Direktor Julius Preuß und der spätere Admiral Bernhard Rogge empfahlen ihm eine Bewerbung bei der Reichsmarine.

### Marine
Am 1. April 1934 begann die Grundausbildung. Die Segelschiffszeit auf der ersten Gorch Fock wurde den Handelsmarinern erlassen. Lohmeyer absolvierte Torpedo-, Nachrichten- und Waffenlehrgänge. Inzwischen bei der Kriegsmarine, wurde er für vier Jahre zu den Seefliegern versetzt. Nach einjähriger Ausbildung kam er zur Fernaufklärung in List auf Sylt. Dort flog er auf Dornier Wal und Dornier Do 18. Nach dem Flugzeugführerexamen See schulte er selbst. Zweimal sechs Monate war er bei Staffeln auf Mallorca (während des spanischen Bürgerkrieges im Rahmen der Legion Condor) und Borkum.
Seit dem 1. November 1938 (eher 1939) wieder bei der Flotte, wurde er zur U-Bootausbildung nach Gotenhafen beordert. In Memel übernahm er sein erstes U-Boot. In Danzig lernte er seine spätere Frau kennen. Nach der Hochzeitsreise durch Ostpreußen im Herbst 1940 übernahm er in Lorient mit U 138 sein zweites U-Boot. Auf dem Weg nach Kiel wollte er die Empress of Japan versenken. Auf der Howaldtswerft in die neue U-Boot-Klasse VII C eingewiesen, übernahm er das Kommando über U 651. Im Juni 1941 wurde er im Nordatlantik durch einen sechsstündigen Wasserbombenangriff der Royal Navy zum Auftauchen gezwungen. Mit der 28-köpfigen Besatzung konnte er sich aus dem selbst versenkten Boot retten. Nach Verhören in Westmorland kam er als Kriegsgefangener in mehrere kanadische Lager. Dort machte er das Dolmetscherexamen für Englisch. Die letzten 15 Monate der sechsjährigen Gefangenschaft verbrachte er in Südwales, um kleine Bunker abzubauen.

### Neuanfang
Wieder bei seiner Familie in Hamburg, schlug sich Lohmeyer in der Nachkriegszeit im Hamburger Hafen und ab 1949 als Runway Controller auf dem Flughafen Hamburg durch. Zum Flughafen Hannover versetzt, erwarb er die Lizenz für Flugverkehrskontrolle. 1956 begann er als Fachmann für Flugsicherung bei der neugegründeten Bundeswehr.
Nach einigen Wochen Vorbereitungszeit bei der Flottille der Marineflieger und auf dem Flugplatz Uetersen/Heist kam er als Flugsicherungslehrer zum Fliegerhorst Kaufbeuren. Da er das Vorkommando für das Marinefliegergeschwader 1 in Jagel aufbauen sollte, holte man ihn im April 1957 zur Bundesmarine. Als Kommandeur hatte er die gesamte Bodenorganisation des Fliegerhorsts Jagel zu besorgen.
1962 wurde Lohmeyer zu einer Dienststelle versetzt, die die noch provisorische Stärke- und Ausstattungsnachweisung (STAN) für alle Einheiten der Marine zu überarbeiten hatte. Diese Tätigkeit verschaffte ihm „naturgemäß einen außerordentlich tiefen Einblick in die gesamte Organisation der Marine und aller Dienststellen“. Hans Engel holte Lohmeyer im November 1963 als Ersten Wachoffizier auf die neue Gorch Fock. 1964 segelte das schon damals berühmte Schiff zur Segelparade bei der Weltausstellung in New York City. Nachdem er als Kapitän zur See im Oktober 1965 Kommandant geworden war, besuchten ihn Graf Luckner und Helmut Grubbe, der Kapitän der Passat. Auf der Reise nach Brasilien brachte Lohmeyer die Gorch Fock zum ersten Mal auf die Südhalbkugel. Anfang Januar 1969 übergab er sie an Ernst von Witzendorff. Noch als Soldat wurde er mit einem technischen Offizier nach Tansania geschickt, um die von Deutschland geschenkten Polizeiboote zu begutachten. So sah er nach einem halben Jahrhundert viele Stätten seiner Kindheit wieder.
Noch vor der offiziellen Pensionierung zum 30. März 1969 machte er als Gast der Deutschen Atlantik Linie die Jungfernreise der Hamburg nach Südamerika mit. Der Reeder Axel Bitsch Christensen gewann ihn als Kapitän der Hanseatic. Nach anderthalb Jahren wechselte er auf die Hamburg, den Neubau der Hamburg Atlantic Linie. In den drei Jahren befuhr er den Pazifik, das Karibische Meer, den Nordatlantik und den Arktischen Ozean.
Mit Hans Engel segelte er im Oktober 1973 die Amphitrite von Mandelieu-la-Napoule nach Deutschland. Das Clipper Deutsches Jugendwerk zur See wollte das Schiff kaufen. Als ehrenamtlicher Kapitän führte Lohmeyer die Schiffe des Vereins Clipper DJS auf vielen Segeltörns.

## Film
- Auf Windjammern ums Kap. VHS, 48 min. Delius Klasing.